# Jesenské (Nitra)
Jesenské é um município da Eslováquia, situado no distrito de Levice, na região de Nitra. Tem 3,79 km² de área e sua população em 2018 foi estimada em 52 habitantes.

## Demografia
| Ano:        | 1994 | 2004   | 2014 | 2024    |
| ----------- | ---- | ------ | ---- | ------- |
| Broj ljudi: | 49   | 51     | 51   | 44      |
| Razlika:    |      | +4,08% | +0%  | -13,72% |

| Ano:               | 2023 | 2024 |
| ------------------ | ---- | ---- |
| Número de pessoas: | 44   | 44   |
| Diferença:         |      | +0%  |